# Myrmica lampra
Myrmica lampra är en myrart som beskrevs av André Francoeur 1968. Myrmica lampra ingår i släktet rödmyror, och familjen myror. IUCN kategoriserar arten globalt som sårbar. Inga underarter finns listade i Catalogue of Life.